# Efisio
Efisio (Elia (Chipre), Asia Menor, siglo III — Nora, Cerdeña, 303) es un mártir y santo cristiano, bastante venerado en Cerdeña, sobre todo en la ciudad de Cagliari, de la que es considerado copatrono, junto con San Saturnino. Sus festividades son el 15 de enero, presunta fecha de su martirio, y el 1 de mayo.

## Biografía
La hagiografía de Efisio menciona que nació en Elia, cerca de Antioquía, entonces parte del Imperio romano, a mediados del siglo III. Habría sido hijo de madre pagana y padre cristiano. Se alistó en las tropas del emperador Diocleciano para combatir a los cristianos, pero tras viajar a Italia él mismo se convirtió al cristianismo.
Según una leyenda devocional, una noche se le apareció una cruz resplandeciente en el cielo. Mientras contemplaba el extraño fenómeno, escuchó una voz que le reprochaba el hecho de ser un perseguidor de cristianos al mismo tiempo que le anunciaba su martirio.
Enviado a Cerdeña a defender los intereses del Imperio, fue acusado de deslealtad y él mismo reveló a Diocleciano haberse convertido a la fe cristiana. Fue aprehendido, torturado y decapitado en el patíbulo de la ciudad de Nora el 15 de enero de 303.

## Culto
San Efisio es venerado particularmente en Cagliari, en la iglesia a él dedicada en el barrio de Stampace, y en el pueblo de Pula, en un pequeño templo románico construido en la playa de Nora, donde según la tradición fue ejecutado. Hay un tercer templo en Quartu Sant'Elena.
La festividad del santo se celebra dos veces al año: el 15 de enero, día que la Iglesia católica fijó como memoria litúrgica, y el 1 de mayo, la fiesta grande, llamada Verbena de San Efisio. Esta fiesta es la más importante de Cagliari y en ella participa gente procedente de toda Cerdeña; la imagen del santo es sacada en procesión a las calles como parte de un voto perpetuo del gobierno de la ciudad realizado en 1656 para buscar la intercesión de San Efisio contra la peste. La imagen sale en procesión en dos ocasiones más: en la tarde del Jueves Santo, en la tradicional visita a siete iglesias históricas, y el Lunes de Pascua, cuando la imagen es trasportada hasta la catedral, para cumplir con otro voto, este de 1793, cuando Cagliari fue bombardeada por buques de guerra de la Francia revolucionaria.
Todos los eventos relacionados con el culto a San Efisio en Cagliari tienen como protagonista a la Archicofradía del Confalón y de San Efisio Mártir, con sede en la iglesia de San Efisio en Stampace, que tiene como objetivo la promoción de la devoción al santo.
La vida y el martirio de San Efisio son representados en el drama histórico en dos actos escrito por Giuseppe Currelli, presentado por primera vez en el Teatro Alfieri de Cagliari en mayo de 2006. La obra fue completada con música original del compositor Boris Luciano Smocovich.
En Pisa
El santo es muy venerado también en Pisa, donde se festeja solemnente el 13 de noviembre. Hasta no hace mucho tiempo, las reliquias se exponían con ocasión del Domingo en Albis. El altar denominado “San Ranieri”, en la catedral, era originalmente dedicado a los santos Efisio y Potito: fue consagrado en el 1119, por el papa Callisto II. En él están presentes dos esculturas mármoles, obra de Battista Lorenzi, las cuales representan precisamente los dos santos. 
También en el cementerio monumental se recuerda el mártir sardo: los frescos de Spinelli Aretino, realizados entre el 1390 y el 1391, representan varias escenas de la vida de San Efisio. 